# C4H5ClO3
化学式C4H5ClO3（摩尔质量：136.53 g/mol）可能指：
- 甲氧羰基乙酰氯，CAS号：37517-81-0
- 碳酸-3-氯丙烯酯，CAS号：2463-45-8

|  | 这个同类索引页列出了具有相同分子式的化学物（即同分異構體）条目。 除非您是有意链接至本页，否则应将相应条目的内部链接指向正确的条目。 |